# Amblyops tenuicauda
Amblyops tenuicauda är en kräftdjursart som beskrevs av W. M. Tattersall 1911. Amblyops tenuicauda ingår i släktet Amblyops och familjen Mysidae. Inga underarter finns listade i Catalogue of Life.